# Moïse et son épouse Séphora l'Éthiopienne
Moïse et son épouse Séphora l'Éthiopienne est un tableau réalisé par le peintre flamand Jacob Jordaens vers 1650. De format vertical, cette huile sur toile est une peinture religieuse qui représente Moïse tenant les Tables de la Loi en présence de son épouse Séphora. Présumée Éthiopienne, celle-ci est figurée sous les traits d'une femme noire se tenant derrière le prophète, à gauche. L'œuvre est conservée à la Maison de Rubens, à Anvers, en Belgique.